# Вірменія на Олімпійських іграх
Вірменія, як незалежна держава, вперше виступила на зимовій Олімпіаді 1994 року в Ліллегамері і з тих пір брала участь у всіх Іграх. На літніх Олімпійських іграх 1992 року вірменські спортсмени входили до складу об'єднаної команди, а раніше, з 1952 року виступали у складі команди СРСР.
Національний олімпійський комітет Вірменії заснований 1990 року, а визнаний Міжнародним олімпійським комітетом 1993 року.
Всього, за час виступу як незалежної команди, спортсмени Вірменії завоювали 12 олімпійських медалей, з яких 1 золота, 2 срібні і решта 9 бронзові. Першим і поки що єдиним олімпійським чемпіоном став на літніх Олімпійських іграх 1996 року в Атланті борець греко-римського стилю Армен Назарян. На наступних літніх Олімпійських іграх 2000 року в Сіднеї він знову здобув золоту нагороду, але вже виступаючи за збірну Болгарії. Найбільшу кількість медалей завоювали вірменські борці. Всі медалі було здобуто на літніх Олімпіадах.

## Медалі

### Медалі за іграми
| Ігри                | Золото | Срібло | Бронза | Загалом |
| Ліллегамер 1994     | 0      | 0      | 0      | 0       |
| Атланта 1996        | 1      | 1      | 0      | 2       |
| Нагано 1998         | 0      | 0      | 0      | 0       |
| Сідней 2000         | 0      | 0      | 1      | 1       |
| Солт-Лейк-Сіті 2002 | 0      | 0      | 0      | 0       |
| Афіни 2004          | 0      | 0      | 0      | 0       |
| Турин 2006          | 0      | 0      | 0      | 0       |
| Пекін 2008          | 0      | 0      | 6      | 6       |
| Ванкувер 2010       | 0      | 0      | 0      | 0       |
| Лондон 2012         | 0      | 1      | 2      | 3       |
| Ріо 2016            | 1      | 3      | 0      | 4       |
| Всього              | 2      | 5      | 8      | 15      |

### Медалі за видами спорту
| Вид спорту     | Золото | Срібло | Бронза | Загалом |
| Боротьба       | 2      | 3      | 3      | 8       |
| Важка атлетика | 0      | 2      | 4      | 6       |
| Бокс           | 0      | 0      | 1      | 1       |
| Всього         | 2      | 5      | 8      | 15      |